# スカイウォーカー (漫画)
『スカイウォーカー』は、いくえみ綾による日本の漫画作品。いくえみ自身がファンであると公言し、プライベートでも親交のある奥田民生の楽曲とのコラボレーション作品。奥田の楽曲4曲をモチーフに、いくえみが漫画化した。
『週刊ヤングサンデー』（小学館）に、2006年および2007年に2話ずつ計4話が掲載された。
単行本では、トリビュート・アルバム『奥田民生・カバーズ』に参加したアーティストらのコメントも掲載されている。

## 各話概要
MANY
週刊ヤングサンデー 2006年34号掲載
田舎町で平凡な日々を過ごしていた高校生の皓（こう）。ある日、物心つく前に家出して以来音信不通だった15歳年上の兄・開が帰ってきた。
スカイウォーカー
週刊ヤングサンデー 2006年42号掲載
無駄に背が高く、誰とも群れない川浪将一。背は低いが明るく無邪気な荻原。クラスメイトといつも楽しそうにしている荻原だが、実体はイジメ寸前の様相を呈していた。ある日荻原は、川浪が捨てた漫画の下書きを気に入るが…。
無限の風
週刊ヤングサンデー 2007年28号掲載
「これからはどんなヘアスタイルでもできる」。野球と決別しようと思い立ち、山を目指す少年・遥。その後を付いていくおかっぱ頭の少女。おしゃべりな彼女をひたすら無視しようと決め込む遥だが…。
マシマロ
週刊ヤングサンデー 2007年51号掲載、最短作品
「あんたのすべてがいや!!」そう言って彼女に出ていかれた。後には、夕飯の材料だけが残された。何であんなに怒っていたのかが分からない、落ち込む彼の元に、彼女が戻る…。